# Parco Nazionale del Gran Paradiso
Parco Nazionale del Gran Paradiso este o arie protejată (arie specială de conservare — SAC, sit de importanță comunitară — SCI, arie de protecție specială avifaunistică — SPA) din Italia întinsă pe o suprafață de 71.042 ha, integral pe uscat.

## Localizare
Centrul sitului Parco Nazionale del Gran Paradiso este situat la coordonatele 45°31′08″N 7°18′06″E / 45.518889°N 7.301667°E.

## Înființare
Situl Parco Nazionale del Gran Paradiso a fost declarat arie de protecție specială avifaunistică în octombrie 1988 pentru a proteja 6 specii de plante și 35 de specii de animale. Alte tipuri de protecție:
- sit de importanță comunitară (în iulie 2001)
- arie specială de conservare (în februarie 2020)[1][2][3]

## Biodiversitate
Situată în ecoregiunea alpină, aria protejată conține 36 de habitate naturale: Liziere de ierburi înalte hidrofile de câmpie și de nivel montan până la alpin, Turbării active, Păduri de fag Luzulo-Fagetum, Fânețe de joasă altitudine (Alopecurus pratensis, Sanguisorba officinalis), Formațiuni ierboase bogate în specii de Nardus, dezvoltate pe substraturi silicioase în zone montane (și în zone submontane, în Europa continentală), Păduri aluvionare cu Alnus glutinosa și Fraxinus excelsior (Alno-Padion, Alnion incanae, Salicion albae), Grohotișuri silicioase de la nivelul montan până la nivelul zăpezii (Androsacetalia alpinae și Galeopsietalia ladani), Pajiști boreale și alpine pe substrat silicios, Ape stătătoare oligotrofe până la mezotrofe, cu vegetație de Littorelletea uniflorae și/sau de Isoëto-Nanojuncetea, Pajiști uscate seminaturale și facies de acoperire cu tufișuri pe substraturi calcaroase (Festuco-Brometalia) (* situri importante pentru orhidee), Pajiști alpine și boreale, Lespezi calcaroase, Tufărișuri subarctice cu Salix spp., Păduri alpine de Larix decidua și/sau Pinus cembra, Fânețe montane, Formațiuni pioniere alpine de Caricion bicoloris-atrofuscae, Pajiști carstice calcaroase sau bazofile, de Alysso-Sedion albi, Pante stâncoase silicioase cu vegetație casmofită, Pajiști stepice subpanonice, Mlaștini turboase de tranziție și turbării mișcătoare, Roci stâncoase cu vegetație pionieră de Sedo-Scleranthion sau Sedo albi-Veronicion dillenii, Păduri de Castanea sativa, Izvoare petrifiante cu formare de travertin (Cratoneurion), Râuri de munte și vegetația lor lemnoasă cu Salix elaeagnos, Păduri montane și subalpine de Pinus uncinata (* dezvoltate pe substrat gipsos sau calcaros), Ghețari permanenți, Mlaștini alcaline, Râuri de munte și vegetația lor lemnoasă cu Myricaria germanica, Pajiști alpine și subalpine calcaroase, Grohotișuri calcaroase și de șisturi calcaroase de la nivelul montan până la nivelul alpin (Thlaspietea rotundifolii), Pante stâncoase calcaroase cu vegetație casmofită, Pajiști cu Molinia pe soluri calcaroase, turboase sau argilos-nămoloase (Molinion caeruleae), Păduri pe pante, grohotișuri și ravene de Tilio-Acerion, Păduri acidofile de Picea de la nivel montan la nivel alpin (Vaccinio-Piceetea), Păduri de fag Asperulo-Fagetum, Râuri de munte și vegetația erbacee de pe malurile acestora.
La baza desemnării sitului se află mai multe specii protejate:
- plante (6): Asplenium adulterinum, Astragalus alopecurus, Buxbaumia viridis, Riccia breidleri, Scapania carinthiaca, Trifolium saxatile
- păsări (30): uliu porumbar (Accipiter gentilis), lăcar-de-mlaștină (Acrocephalus palustris), minunița (Aegolius funereus), potârnichea de stâncă (Alectoris graeca saxatilis), fâsă de pădure (Anthus trivialis), Carduelis citrinella, cuc (Cuculus canorus), lăstun de casă (Delichon urbicum), ciocănitoare neagră (Dryocopus martius), Eudromias morinellus, ciuvică (Glaucidium passerinum), rândunică (Hirundo rustica), capîntortură (Jynx torquilla), Lagopus muta helvetica, sfrâncioc roșiatic (Lanius collurio), Lyrurus tetrix tetrix, mierlă de piatră (Monticola saxatilis), cinghiță alpină (Montifringilla nivalis), muscar sur (Muscicapa striata), pietrar sur (Oenanthe oenanthe), viespar (Pernis apivorus), codroșul de pădure (Phoenicurus phoenicurus), pitulice sfârâitoare (Phylloscopus sibilatrix), Ptyonoprogne rupestris, Pyrrhocorax pyrrhocorax, mărăcinar (Saxicola rubetra), Tachymarptis melba, fluturașul de stâncă (Tichodroma muraria), mierlă gulerată (Turdus torquatus), pupăză (Upupa epops)
- mamifere (3): liliac cârn (Barbastella barbastellus), lupul (Canis lupus), liliac comun (Myotis myotis)
- nevertebrate (1): fluturele auriu (Euphydryas aurinia)
- pești (1): Salmo marmoratus

Pe lângă speciile protejate, pe teritoriul sitului au mai fost identificate 78 de specii de plante, 2 specii de amfibieni, 29 de specii de mamifere, 4 specii de nevertebrate, 5 specii de reptile.